# Kultalusikka
Kultalusikka è il terzo EP della band heavy metal finlandese Kotiteollisuus, pubblicato il 22 settembre 2004, registrato e mixato a Finnvox nel giugno del 2004.

## Tracce
Musiche di Jouni Hynynen, Janne Hongisto, Jari Sinkkonen.
1. Kultalusikka – 3:46
2. Veri valuu maahan (live) – 3:33
3. Virret soi (live) – 2:33
4. Kuningas mammona (live) – 5:20
5. Vuonna yksi ja kaksi (live) – 3:19
6. Kielletyn puun hedelmä (live) – 3:27

Durata totale: 21:58
Tracce live registrate all'Imatra Bigband Festival, il 03-07-2004

## Formazione
Jouni Hynynen - voce, chitarra

Janne Hongisto - basso

Jari Sinkkonen - batteria